# Produktivbetrieb
Unter Produktivbetrieb oder Wirkbetrieb versteht man den regulären Betrieb eines meist komplexen Systems (beispielsweise eines ERP-Systems bzw. Warenwirtschaftssystem oder eines Telekommunikationssystems) oder eines neuen Geschäftsprozesses durch den oder die potentiellen Nutzer, im Gegensatz zu Probebetrieb oder Testbetrieb. 

## Definition
Während der Einführung eines komplexen, meist technischen Systems wird in der Probe- oder Testphase zunächst die grundsätzliche Funktionalität geprüft. Schrittweise werden dann die Nutzerzahlen erhöht, um zu prüfen, ob das System die gewünschte Leistung (z. B. Reaktionszeit, Verarbeitungsgeschwindigkeit usw.) erbringt. In dieser Phase wird das System auch oft mit simulierten, nicht-realen Eingabedaten belastet.
Der Zustand in Wirkbetrieb wird auch als Steigerung des Zustands in Betrieb verwendet, wenn sich herausstellt, dass ein eigentlich fertig geglaubtes System doch noch nicht korrekt arbeitet. Es heißt dann, der Wirkbetrieb sei noch nicht aufgenommen worden, wie beispielsweise bei der Einführung der Lkw-Maut in Deutschland. 

## Beispiele
Beispiele für solche schrittweise erfolgenden Einführungen sind:
- das System zur Erfassung und Abrechnung der Lkw-Maut in Deutschland
- die Einführung von Telephone Number Mapping zur Integration von Telefonnummern in das Domain Name System des Internets